# Films kyrka
Films kyrka är en kyrkobyggnad i Uppsala stift och tillhör Dannemorabygdens församling. Kyrkan ligger i en skogsbygd nära Filmsjön en dryg halvmil norr om Österbybruk. En rödmålad klockstapel från 1600-talet var ursprungligen en öppen konstruktion.

## Kyrkobyggnaden
Kyrkans äldsta partier uppfördes troligen under 1400-talets senare hälft och består av ett rektangulärt långhus med fullbrett, rakt avslutat korparti och sakristia i norr. Kyrkan är av gråsten med rösten av tegel och har ett brant, spånklätt sadeltak. Den nuvarande ingången är förlagd till västgaveln. Under medeltiden stod ett vapenhus i söder.
För att ge plats åt den ökade befolkningen vid bruket uppfördes 1767 den så kallade Österbykyrkan eller nykyrkan, en stor tillbyggnad mitt på södra långmuren. Även den är av gråsten och tegel, men till skillnad från den äldre kyrkan putsad och har ett valmat sadeltak och det är lika högt som det äldre taket. Gråstenen härrör till stor del från vapenhuset som revs för att lämna plats åt nykyrkan. Den har en egen sakristia inbyggd till vänster om ingången i söder.
Kryssvalven i det medeltida kyrkorummet är sannolikt ursprungliga. Något senare, cirka 1500-15, dekorerades de med kalkmålningar. Här märks bland annat en av landets mest välbevarade bilder av lokalhelgonet S:ta Kakwkylla. I samband med att Österbykyrkan byggdes förstorade man fönstren i medeltidskyrkan och kalkmålningarna överputsades genom att interiören vitkalkades.
Vid en genomgripande renovering 1895-97 framknackades målningarna och murarna dekorerades även med så kallade tapetmålningar. Även Österbykyrkan försågs med målningar. Dess fasta inredning byttes ut och färgsattes i mörkbrunt. Vid en renovering 1954 konserverades de medeltida kalkmålningarna. I övrigt syftade arbetet mot att återställa gamla kyrkans prägel av 1700-tal. Inredningen återfick sina ljusa färger från den tiden. Ny, sluten bänkinredning insattes. I Österbykyrkan överputsades målningarna från 1895, men de samtida bänkarna bibehölls. Under läktaren byggdes skrudkammare och kapprum. Idag ger den äldre kyrkan ett medeltida intryck med drag av senbarock i form av 1730-talets magnifika altaruppsats och predikstol i samma stil.

## Inventarier
Predikstolen i barockstil är tillverkad 1732 och altaruppsatsen 1734 av Olof Gerdman som var lärjunge till Burchard Precht. Dopfunten av trä anskaffades 1946 efter ritningar av Ove Leijonhufvud. Ett medeltida triumfkrucifix hänger över ingången till sakristian vid korets norra vägg.

## Orgel

### Ekengrens orgel
- 1777 bygger Jonas Ekengren en orgel.[1][2]

- 1858 byts Mixtur 2 chor ut mot Vox candida 8' av organisten M. Wesslin, Lövsta.
- 1872 flyttas orgeln till Films kyrkskola, vartefter den 1908 säljs till Nordiska museet där den så småningom hamnar i Seglora kyrka på Skansen.

Lundahls orgel
- 1896 bygger Anders Victor Lundahl, Stockholm, en rörpneumatisk orgel, den nya tidens orgelsystem som Lundahl var först med i Sverige att införa. Systemet som baserar sig på lufttransport istället för mekanisk transport, gjorde orgelspelet mycket mer lätt att utföra och hade också lättskjutna koppel för variation av ljudet. Orgeln invigdes Påskafton fredag den 4 april 1896 besiktigades instrumentet med mycket goda vitsord.[3]

### Grönlunds orgel
- På sidoläktaren står kyrkans nuvarande orgel, byggd 1973 av Grönlunds orgelbyggeri, Luleå. Fasaden härrör från 1896 års orgel.[4][5]

| Huvudverk (I)   | Svällverk (II)      | Pedal           | Koppel |
| --------------- | ------------------- | --------------- | ------ |
| Principal 8'    | Kvintadena 8'       | Subbas 16'      | II/I   |
| Rörflöjt 8'     | Gedackt 8'          | Gedackt 8'      | I/P    |
| Gamba 8'        | Principal 4'        | Oktava 4'       | II/P   |
| Oktava 4'       | Rörflöjt 4'         | Nachthorn 2'    |        |
| Spetsflöjt 4'   | Gemshorn 2'         | Mixtur 3-4 chor |        |
| Oktava 2'       | Kvinta 1 1/3'       | Fagott 16'      |        |
| Mixtur 4-5 chor | Sesquialtera 2 chor | Skalmeja 4'     |        |
| Trumpet 8'      | Scharf 2 chor       |                 |        |
|                 | Dulcian 8'          |                 |        |
|                 | Tremulant           |                 |        |

## Bildgalleri

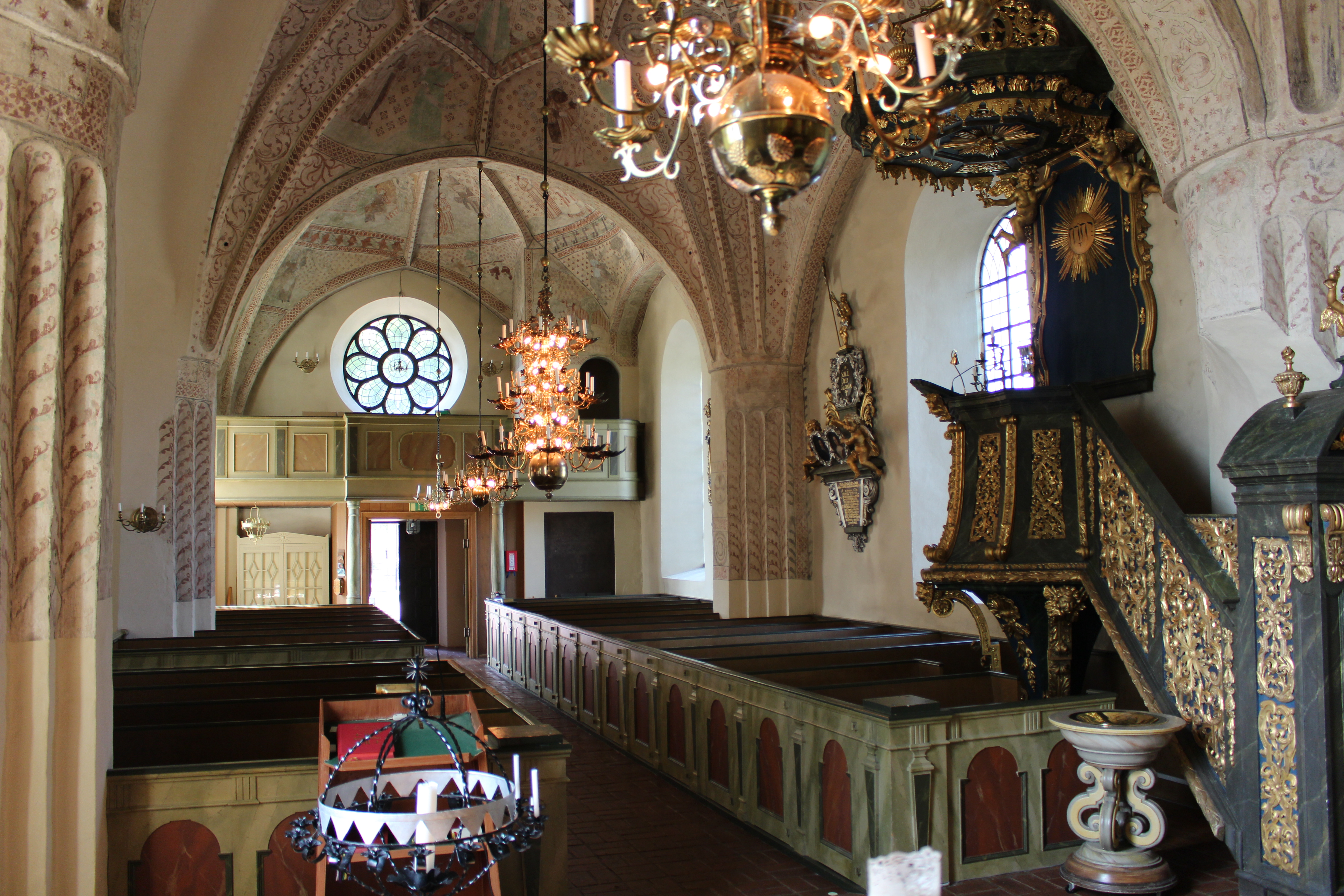
Kyrkorum mot väster
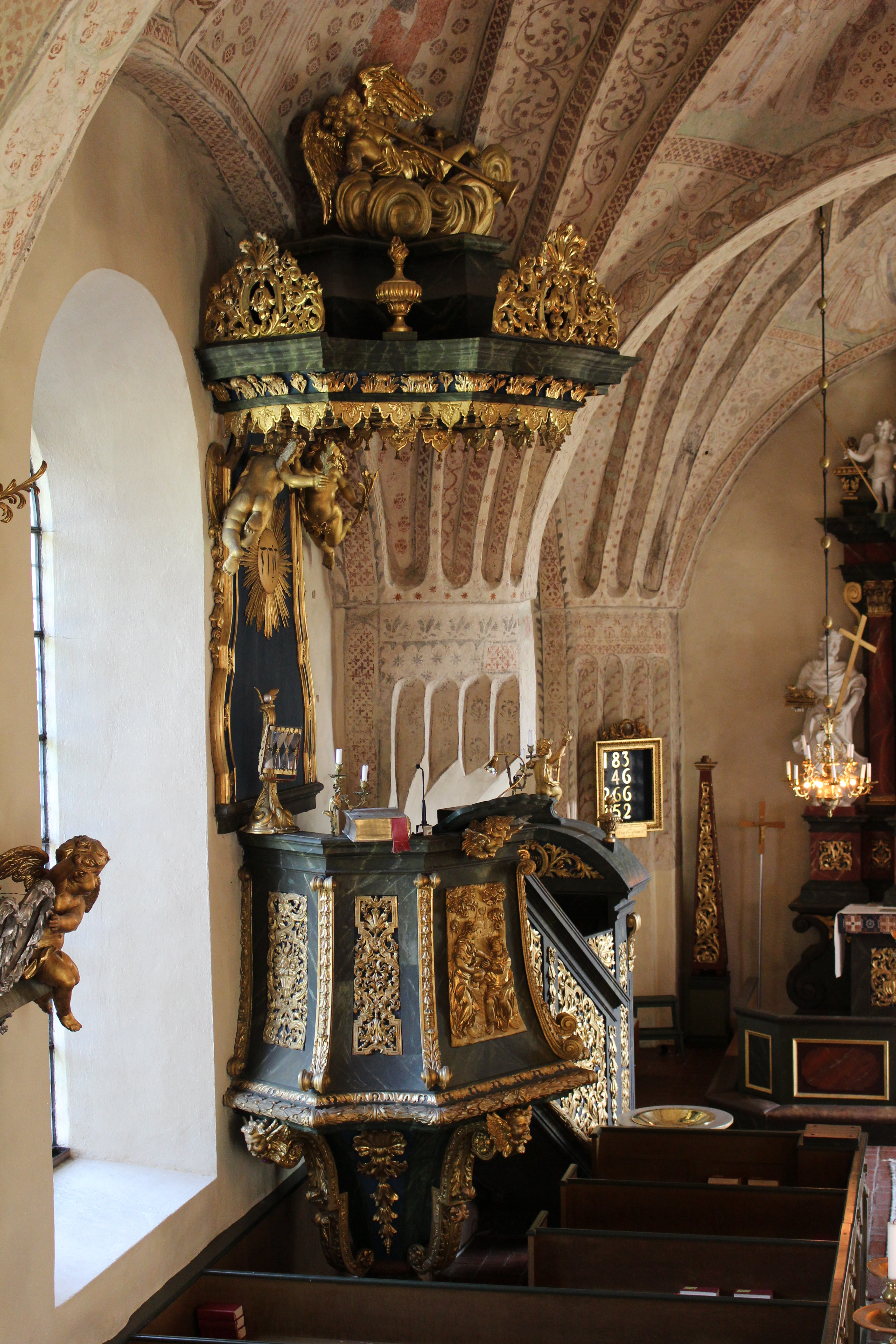
Predikstol
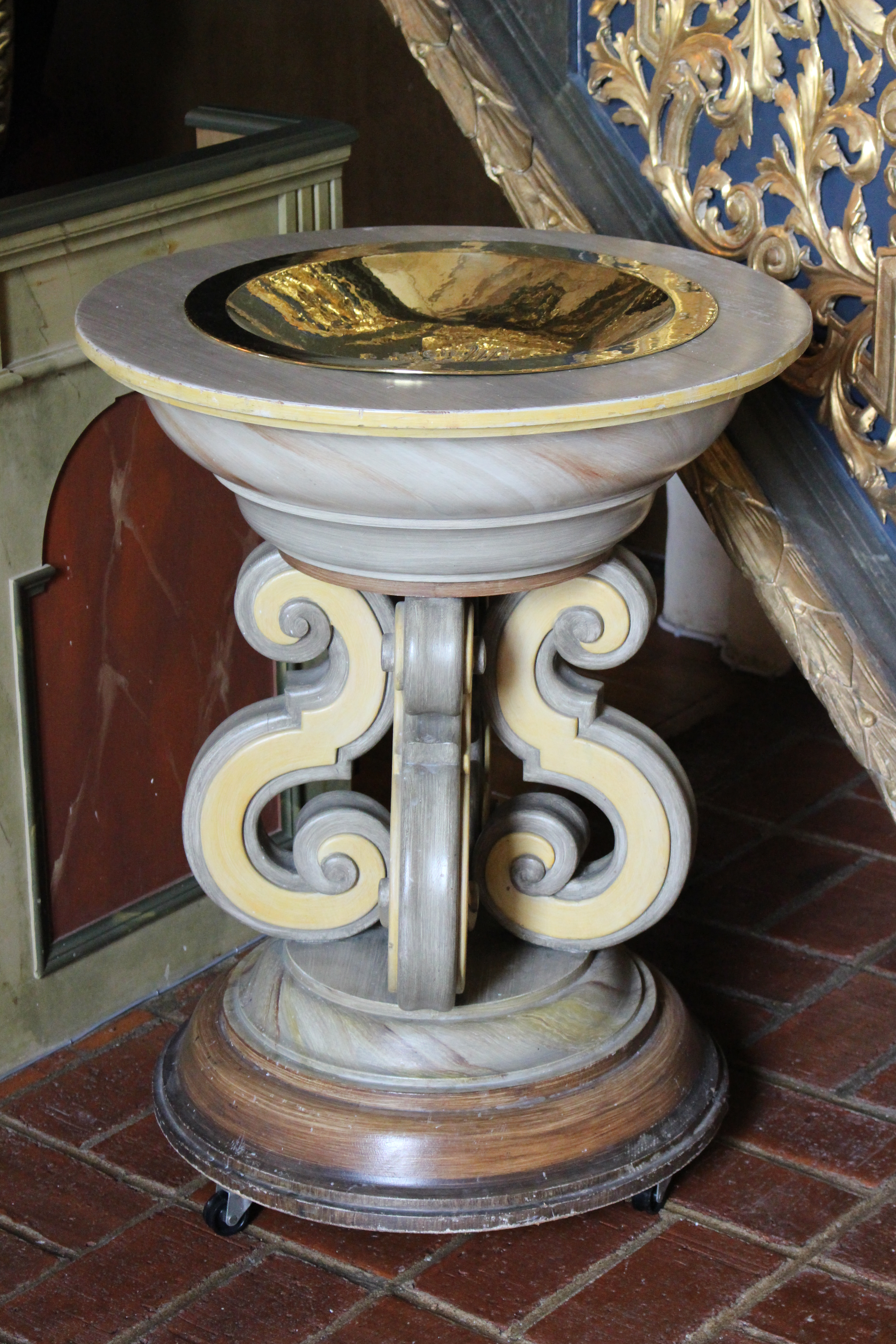
Dopfunt
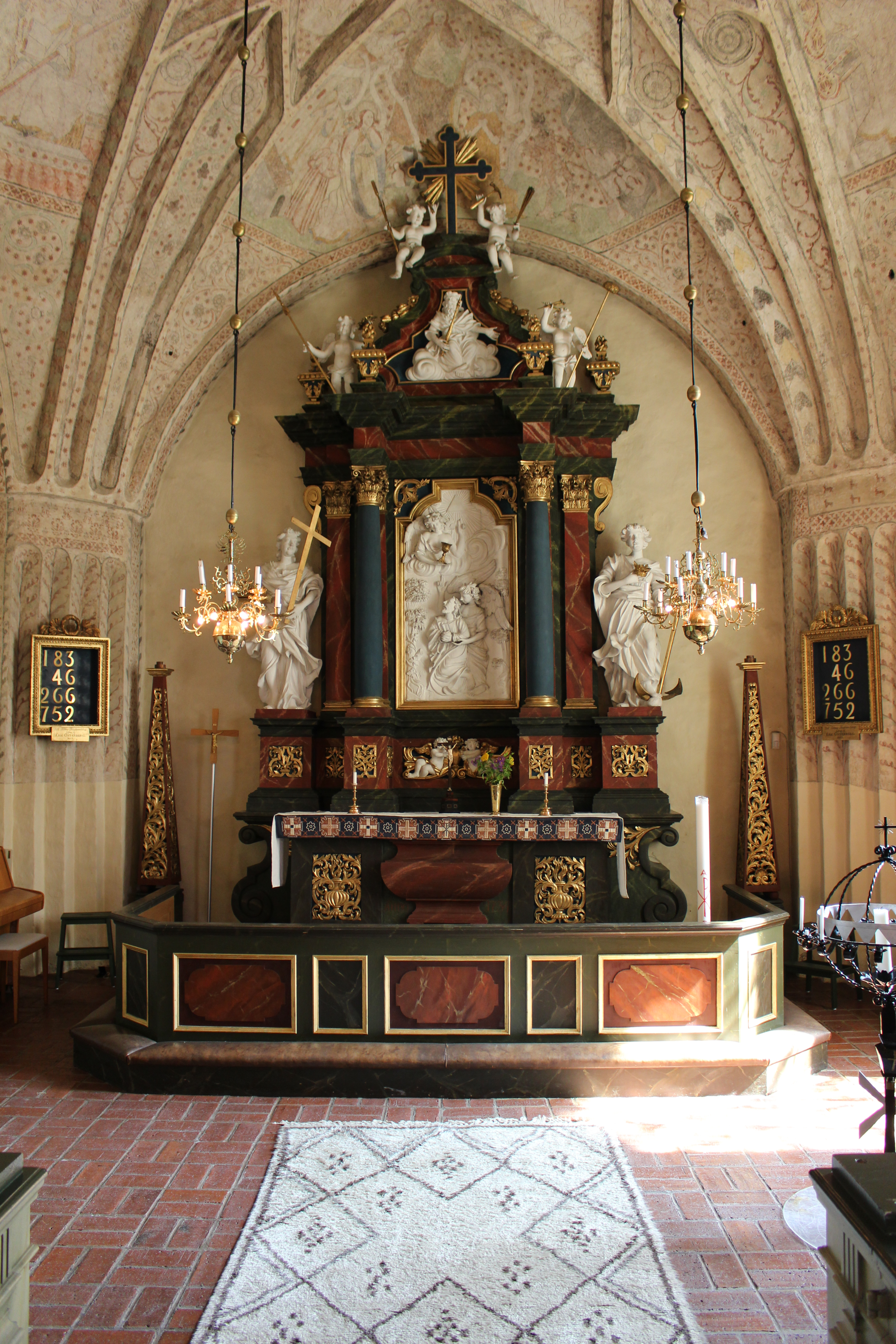
Kor och altare
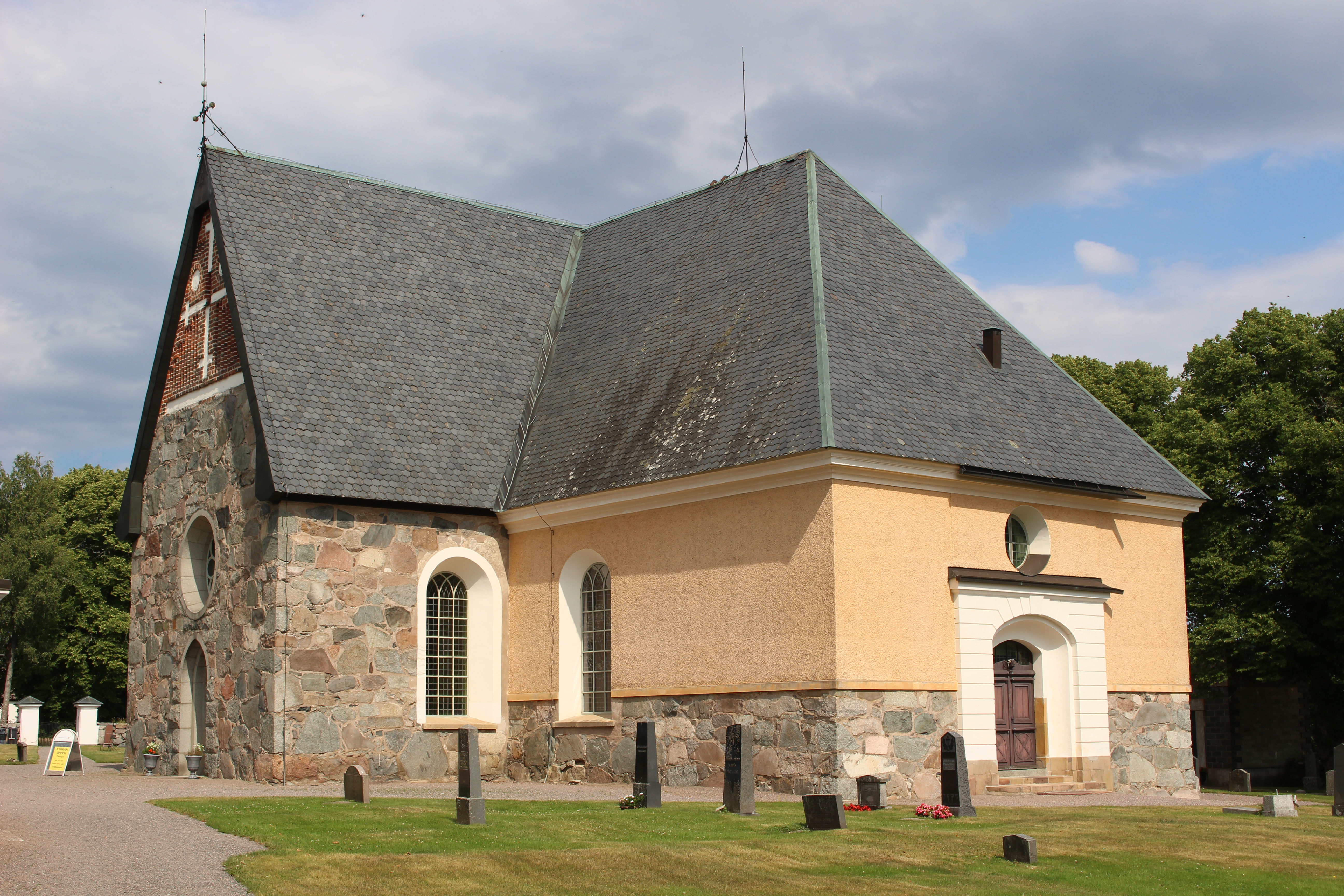
Kyrkan från sydväst
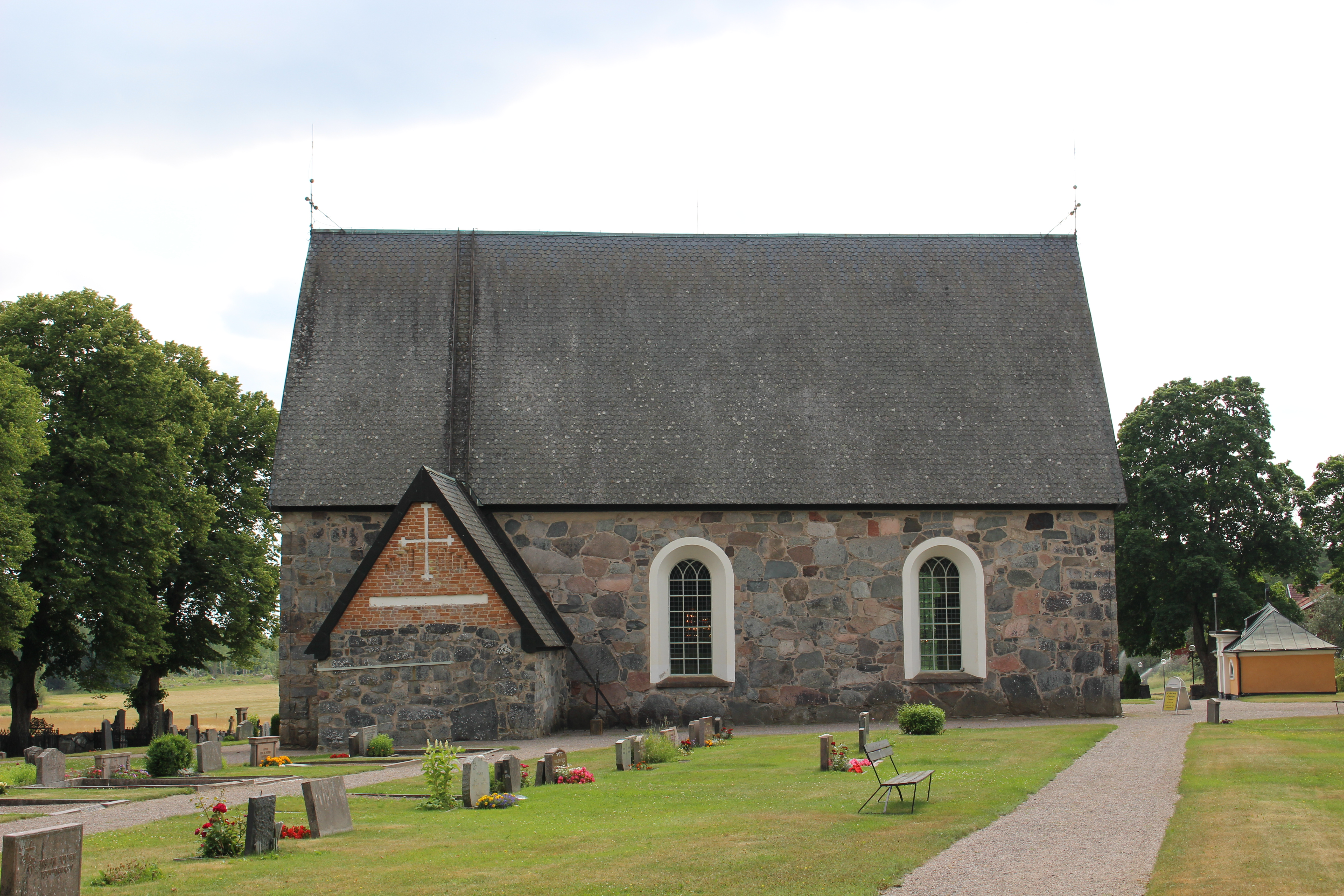
Kyrkan från norr
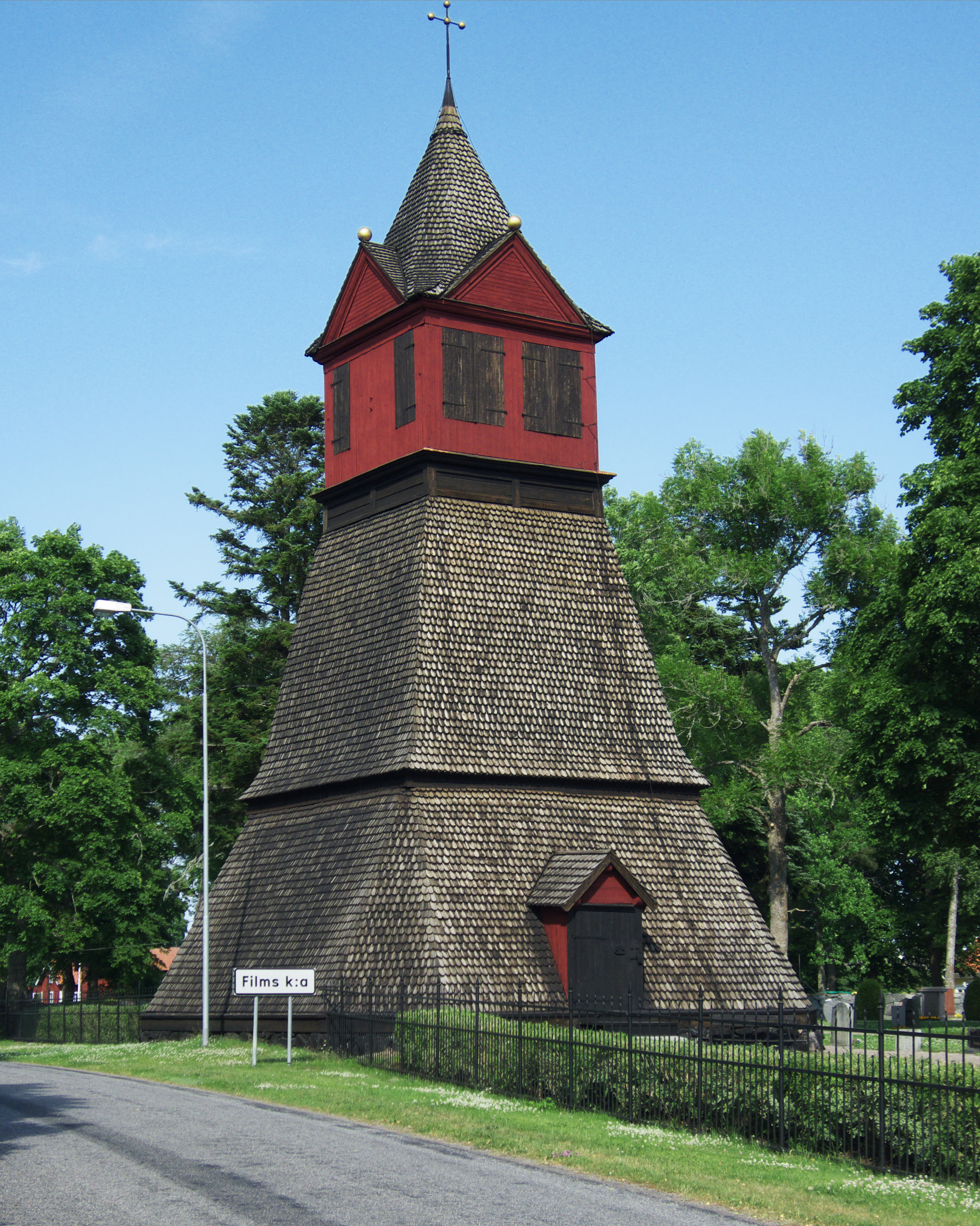
Klockstapeln nordväst om kyrkan